# Erin Keery
Erin Keery (* 16. Februar 1988) ist eine nordirische Badmintonspielerin. Sie startet jedoch für Irland, da dieses die gesamte irische Insel im Welt-Badminton vertritt. Lediglich bei den Commonwealth Games tritt ein separates nordirisches Team an.

## Karriere
Erin Keery gewann 2004 die gesamtirischen Meisterschaften im Dameneinzel. 2010 wurde sie bei den Ulster Open Dritte im Einzel. Im gleichen Jahr wurde sie bei den Irish Seniors Dritte im Mixed und Fünfte im Doppel. Mit der nordirischen Nationalmannschaft startete sie 2006 bei den Commonwealth Games, mit dem irischen Nationalteam 2008 und 2009 bei der Europameisterschaft.

## Sportliche Erfolge
| Saison | Veranstaltung                 | Disziplin   | Platz | Name                      |
| ------ | ----------------------------- | ----------- | ----- | ------------------------- |
| 2004   | Irland: Einzelmeisterschaften | Dameneinzel | 1     | Erin Keery                |
| 2010   | Ulster Open                   | Dameneinzel | 3     | Erin Keery                |
| 2010   | Irish Seniors                 | Damendoppel | 5     | Erin Keery / Lisa Chapman |
| 2010   | Irish Seniors                 | Mixed       | 3     | Michael Watt / Erin Keery |